# Li Changqi
Li Changqi (chinesisch 李昌祺, Pinyin lǐ chāngqí; * 1376; † 1452) war ein chinesischer Schriftsteller der Ming-Dynastie.
Bekannt wurde er vor allem durch seine Novellensammlung Weitere Gespräche beim Putzen der Lampe (剪燈餘話; Jiandeng Yuhua), die er 1419/20 während einer widerwillig ertragenen Abkommandierung zum Frondienst bei Peking geschrieben hat. Sie knüpft an Qu Yous Neue Gespräche beim Putzen der Lampe (剪燈新話; Jiandeng Xinhua) von 1378 an. Ein häufig wiederkehrendes Motiv ist das der durch widrige Umstände getrennten Liebenden. Zu nennen sind etwa Die Bäume am Grab, Phönix, Das Schaukelfest, vor allem aber der berühmte Hibiskusschirm. Letzterer sollte in der Folgezeit auch vielfach von anderen Autoren, wie etwa Ling Mengchu verarbeitet werden und sich zu einem zentralen Motiv der chinesischen Literatur entwickeln.